# Cyrtarachne
Cyrtarachne är ett släkte av spindlar. Cyrtarachne ingår i familjen hjulspindlar.

## Dottertaxa tillCyrtarachne, i alfabetisk ordning[1]
- Cyrtarachne avimerdaria
- Cyrtarachne bengalensis
- Cyrtarachne bicolor
- Cyrtarachne bigibbosa
- Cyrtarachne bilunulata
- Cyrtarachne biswamoyi
- Cyrtarachne bufo
- Cyrtarachne cingulata
- Cyrtarachne conica
- Cyrtarachne dimidiata
- Cyrtarachne fangchengensis
- Cyrtarachne finniganae
- Cyrtarachne flavopicta
- Cyrtarachne friederici
- Cyrtarachne gibbifera
- Cyrtarachne gilva
- Cyrtarachne gravelyi
- Cyrtarachne grubei
- Cyrtarachne guttigera
- Cyrtarachne heminaria
- Cyrtarachne histrionica
- Cyrtarachne hubeiensis
- Cyrtarachne ignava
- Cyrtarachne inaequalis
- Cyrtarachne invenusta
- Cyrtarachne ixoides
- Cyrtarachne lactea
- Cyrtarachne laevis
- Cyrtarachne latifrons
- Cyrtarachne lepida
- Cyrtarachne madagascariensis
- Cyrtarachne melanoleuca
- Cyrtarachne melanosticta
- Cyrtarachne menghaiensis
- Cyrtarachne nagasakiensis
- Cyrtarachne nodosa
- Cyrtarachne pallida
- Cyrtarachne perspicillata
- Cyrtarachne promilai
- Cyrtarachne raniceps
- Cyrtarachne rubicunda
- Cyrtarachne schmidi
- Cyrtarachne simplex
- Cyrtarachne sinicola
- Cyrtarachne sundari
- Cyrtarachne szetschuanensis
- Cyrtarachne termitophila
- Cyrtarachne tricolor
- Cyrtarachne tuladepilachna
- Cyrtarachne xanthopyga
- Cyrtarachne yunoharuensis